# Торольфур Гуднасон
Торольфур Гуднасон (ісл. Þórólfur Guðnason, 28 жовтня 1953) — ісландський лікар, який працював головним епідеміологом служби охорони здоров'я Ісландії з 2015 по 2022 рік. Він був одним із провідних працівників управління цивільного захисту та надзвичайних ситуацій Ісландії, та займався розробкою заходів проти епідемії COVID-19 в Ісландії разом з Альмою Меллер і Відіром Рейніссоном.

## Ранні роки життя й освіта
Торольфур Гуднасон жив у Ескіфйордурі, а пізніше у Вестманнаейярі, де він жив до 19 років. Він спеціалізувався з педіатрії та дитячих інфекційних хвороб. У 2013 році Торольфур захистив докторську дисертацію з епідеміології пневмококових інфекцій у маленьких дітей в Ісландії.

## Кар'єра

### Головний епідеміолог Ісландії
Вакцинація ісландських дітей віком від 12 до 15 років розпочалася 22 серпня 2021 року з використанням лише вакцини Pfizer—BioNTech, а головний епідеміолог країни Гуднасон заявив громадськості, що вакцинація дітей була «правильною справою». Станом на 9 листопада 2021 року в Ісландії 30 тисяч осіб отримали бустерне щеплення, або 76 % від загального населення, і з цих осіб 10 заразилися COVID-19. Епідеміолог заявив, що з близько 270 тисяч осіб, які були повністю вакциновані, 4500 або 1,6 % заразилися COVID-19. На той час відповідні вікові групи не включали осіб молодше 12 років.